# Тирс
Тирс(ус) или тирсос (старогрчки : θυρσος) је штап или стабљика витине (Ferula communis L.) прекривена гранама и листовима пузавог бршљана, понекад обавијен тракама, а увек са шишарком бора на врху .

## Симболика
Тирс је повезан са Дионисом (или Бахусом) и његовим следбеницима, сатирима и менадема. Он је симбол просперитета, плодности, хедонизма и задовољства, генерално, уживања. Наводи се да је тирс био посебан фалус плодности, са шишарком на врху која избацује семе.
Понекад тирс је приказиван у комбинацији са кантаросом, винском посудом , другим симболом Диониса , формирајући мушко - женску комбинацију као краљевским скиптаром и шаром.
Витина, штап тирсуса је симбол обрађених поља. Њен осушени сок је извор опорог, веома цењеног зачина асафетиде који зна да буде "храна богова". Бршљан и шишарка бора, представљају шуму, тако да је тирс и симбол јединства поља и шума.

## Употреба
У грчкој религији, носили су га следбеницима Диониса. Еурипид је писао да је мед капао са штапова тирса које су носиле баханалске менаде. Тирс је био свето оруђе у верским ритуалима и празницима.
Митологија каже да су се тирсуси у рукама Бахуса и његових следбеника претварали у опасно оружје због гвозденог шиљка при врху скривеног у лишћу Отуда се његов тирс зове "копље обавијено листовима пузавице" а за његов врх се мислило да подстиче лудило.

## Тирс у литератури
У Илијади, Диомед, један од водећих ратника Ахајаца, помиње Тирс говорећи Глауку, једном од ликијских команданата тројанске војске, о Ликомеду, краљу Скироса:
```
“Он је по светоме брду на Ниси дојкиње бога
махнитог Диониса растур'о; тирсусе на тле
оне побацаше све, кад људомора стане Ликомед
да их останом бије, Дионис се уплаши и сам
у вале зарони морске, а Тетида збуњеног бога
дочека тада на крило...“
[
8
]
```

Еурипид у драми Баханткиње тирс експлицитно приписује Дионису као део костима дионизијског култа:
“Да подигнем свој Баханалски глас, и прикријем све који реагују у одећу од јеленске коже, и ставим тирс у њихове руке - оружје обавијено бршљановим изданцима ... " Еурипид такође пише , "Постоји груба дивљина у штапу витине – то потпуно поштујем. "
Платон пише у Федону : Мислим да су ствараоци мистерија налазили прави смисао и нису били пуки беспосличари када су давно наговестили да ће онај ко пролази непосвећен и неупућен у свет живети у љуштури, али да ће онај ко уђе у свет после иницијације и пречишћења живети са боговима. "Многи су", како се каже у мистеријама, " носиоци тирса, али мало је мистика", - што значи, како ја тумачим речи, правих филозофа.
У другом делу Гетеовог Фауста, Мефисто покушава да ухвати Лилит, само да би сазнао да ли је она илузија: „Па, тада, високу ћу уловити... / А онда ћу тирс уграбити ! / Са главом борове шишарке“.
- Сатир у игри са тирсом у десној руци, доле пантер са тирсом (Музеј Лувр).
- Дионис, Аријадна, сатири и менаде (Музеј Лувр).
- Дионис и менада(Музеј Лувр).
- Дионис (Палата Јусупов, Санкт-Петербург).
- Менада (Музеј Лувр).